# Драконы (мультсериал)
«Драконы» (англ. Dragons) — американский анимационный мультсериал, основанный на сюжете фильма «Как приручить дракона» и задуманный как связующее звено между оригинальным фильмом и его продолжением — «Как приручить дракона 2». Официальная премьера сериала состоялась 4 сентября 2012 года на телеканале Cartoon Network.
Телесериал завершился пятым сезоном; заключительные эпизоды вышли на канале Netflix 16 февраля 2018 года.
Сериал повествует о дальнейших приключениях Иккинга и его верного дракона Беззубика, а также остальных юных викингов — Астрид, Рыбьенога, Сморкалы, Забияки и Задираки — у каждого из которых теперь есть свой дракон. Во время тренировок друзьям удалось установить особые дружеские связи со своими драконами, изучив особенности и силу каждого из них. Судьба занесёт героев в самые разные места, где они откроют совершенно новых драконов, найдут новые приключения и будут сражаться с новыми злодеями, познавая мир, о котором даже и не подозревали.
«Драконы» были анонсированы Cartoon Network 12 октября 2010 года.
Согласно исполнительному продюсеру «Как приручить дракона» Тиму Джонсону, планировалось, что сериал будет более мрачным и более глубоким, нежели предыдущие сериалы DreamWorks Animation, и будет выдержан в духе оригинального фильма. «Драконы» стали первым мультсериалом DreamWorks, транслировавшимся на телеканале Cartoon Network, а не Nickelodeon.

## Сюжет
| Сезон | Сезон | Подзаголовок    | Эпизоды | Оригинальная дата показа | Оригинальная дата показа | Канал           |
| Сезон | Сезон | Подзаголовок    | Эпизоды | Премьера сезона          | Финал сезона             | Канал           |
| ----- | ----- | --------------- | ------- | ------------------------ | ------------------------ | --------------- |
|       | 1     | Всадники Олуха  | 20      | 7 августа 2012           | 20 марта 2013            | Cartoon Network |
|       | 2     | Защитники Олуха | 20      | 19 сентября 2013         | 5 марта 2014             | Cartoon Network |
|       | 3     | Гонки по Краю   | 26      | 26 июня 2015             | 8 января 2016            | Netflix         |
|       | 4     | Гонки по Краю   | 26      | 24 июня 2016             | 17 февраля 2017          | Netflix         |
|       | 5     | Гонки по Краю   | 26      | 25 августа 2017          | 16 февраля 2018          | Netflix         |

### 1 сезон: Всадники Олуха
Викинги Олуха и их бывшие враги — драконы — теперь живут вместе в мире и покое, однако такое соседство всё равно не так уж гармонично, как хотелось бы. Несмотря на мирное сосуществование, драконы всё-таки остаются существами непредсказуемыми и опасными, реагирующими на многие вещи совершенно неожиданно. Иккинг решается открыть Школу для дрессировки драконов на Олухе, чтобы помочь драконам влиться в общество людей.

### 2 сезон: Защитники Олуха
Приключения драконов и всадников Олуха продолжаются. В новом сезоне юные викинги начинают становиться из опытных всадников отважными защитниками. Вместе с храбрыми друзьями — людьми, и верными союзниками — драконами, Иккинг и Беззубик выступят против старых неприятелей и новых врагов. Их ожидают захватывающие приключения, они столкнутся с редкими и дикими драконами, а также с врагом, способным поставить под угрозу само существование острова Олух.

### 3 сезон: Гонки по Краю
Драконьи всадники во главе с Иккингом и Беззубиком залетают далеко за пределы Олуха, где находят загадочный артефакт — «Драконий Глаз», созданный древними викингами, содержащий множество древних секретов, что приводят их в новые земли, полные невиданных ранее драконов. Некоторыми из них являются: Снежный Призрак, Землетряс, Ночная Жуть, Песня Смерти, Острохлыст, Гроза Морей, Бронекрыл. Однако герои обнаруживают, что их преследуют мародеры-охотники на драконов, которые не остановятся ни перед чем ради власти. Вернётся Хедер, которая успеет приручить своего дракона. Также мы увидим Дагура, который после трёх лет пребывания в тюрьме станет более «остервенелым».

### 4 сезон: Гонки по Краю
Война с Охотниками на драконов продолжается. В новом сезоне героям предстоит пройти множество испытаний, чтобы победить. Это и встречи с новыми союзниками — Защитниками крыла, и Дагуром, который переходит на сторону Драконьих Наездников. Появится ещё больше новых драконов — Хвостояр, Тройной Удар, Буйволорд, Великий Заступник(Эраптадон), Лаварыг, Подводный Потрошитель. Вигго и Райкеру придётся искать новый способ для противостояния.

### 5 сезон: Гонки по Краю
Охотники на драконов смогли восстановиться после поражения, нанесённого им в предыдущем сезоне. Кроган, новый глава Охотников, намерен сделать то, что не удалось предыдущему вождю — сесть на спину своего дракона. Тем временем Дагур и Хеддер разыскивают своего отца Освальда Разлюбезного и узнают, что Освальд был знаком с Драконьим Глазом. Одновременно среди своих обнаруживается предатель, цель которого — найти линзу Драконьего Глаза, содержащую информацию о Короле Драконов, а после — и его самого.

## Персонажи
| Актёр                                                        | Персонаж        | Примечание |
| Джей Барушель                                                | Иккинг          | Викинг, примиривший своё племя с драконами. Сын вождя. Имеет дракона вида Ночная Фурия — «Беззубика». Что интересно — и Беззубик и Иккинг в первой части фильма потеряли части тела: дракон — левый закрылок, а мальчик — левую ногу. Является командиром наездников и школы драконов. Пытается создать работоспособную команду, пресекая споры и соревнования. Считает, что в команде все важны одинаково и у каждого есть своя роль. Справедлив, честен с друзьями, но при необходимости может дать суровое наказание, вплоть до отстранения от полётов. Взаимно влюблён в Астрид, крепко дружит с Рыбьеногом. Ищет своё призвание в общении с драконами и их изучении. Является умелым изобретателем и кузнецом. |
| Нолан Норт                                                   | Стоик           | Род «Карасик», прозвище «Обширный». Вождь племени викингов и отец Иккинга. Суров и временами вспыльчив, но справедлив и мудр. С 7 эпизода первого сезона имеет своего личного дракона-громобоя Торнадо. В 38 эпизоде отпускает его, чтобы он защищал 3 маленьких громобоев, однако тяжело переживает потерю своего дракона, но в 3 сезоне приручает Крушиголова, представителя класса следопытов. |
| Америка Феррера                                              | Астрид          | Род «Хофферсон» — обобщает в себе образ истинного викинга. Бесстрашная, сильная. Знает все традиции своего племени, прекрасно метает топоры. Имеет Злобного Змеевика — Громгильду. Любит Иккинга, регулярно «отшивает» Сморкалу. |
| Зак Перлман                                                  | Сморкала        | Полное имя — Сморкала Гэри Йоргенсон. Друг (в некотором смысле) Иккинга, член академии драконов. Силён и очень хулиганист. Имеет своего дракона — Ужасное чудовище Кривоклыка, который ничем не уступает хозяину в характере. До определённого момента постоянно приставал к Астрид, игнорируя её откровенную неприязнь. |
| Кристофер Минц-Пласс                                         | Рыбьеног        | Род «Ингерман». Друг Иккинга, член академии Драконов. Самый начитанный из всех, имеет своего дракона Громмеля Сардельку. Боится темноты, но часто любопытство одерживает верх, за что он временами ненавидит себя. Больше всего любит изучать драконов и открывать новые виды. Очень правдив и часто не умеет держать язык за зубами, за что Стоик и Иккинг частенько награждают его суровыми взглядами. |
| Джулия Маркус С 1 по 21 эпизод, Андре Вермеюлен С 21 эпизода | Забияка         | Полное имя — Забияка Юджин Торстон. Сестра-близнец Задираки, управляет правой головой дракона вида Кошмарный Пристеголов — Барсом. Глупа, но умнее своего брата (хоть и совсем незначительно), изредка проскакивают умные идеи. Обожает стукаться с братом шлемами. Является первым викингом, приручившим дикого Кипятильника и первым викингом, вошедших в племя крылатых дев. |
| Миллер ТиДжей                                                | Задирака        | Полное имя — Задирака Лаверн Торстон. Брат-близнец Забияки, управляет левой головой дракона вида Кошмарный Престиголов — Вепрем. Глуп, но изредка проскакивают умные идеи. Обожает стукаться с сестрой шлемами. Имеет любимца — цыплёнка Цыпу. Изъясняется на Испанском и Французском языках. |
| Крис Эдгерли                                                 | Плевака         | Кузнец острова Олух, бывший драконоборец, который после второй серии работает драконьим врачом. Добрый, отзывчивый, упрямый. Близкий друг семьи вождя. Является потомком Борка Отважного — автора Книги Драконов. В 4 сезоне приручил дракона класса камнеедов — Ворчуна. |
| Томас Фрэнсис Уилсон                                         | Ведрон          | Глупый, но очень добрый и сильный викинг. Носит ведро на голове, по которому может предсказать погоду. Также, после удара молнии в ведро, у него открылся талант к рисованию. Управляет левой головой Кошмарного Пристеголова вместе с Шлаком. |
| Тим Конуэй                                                   | Шлак            | Друг Ведрона. Управляет правой головой Кошмарного Пристеголова и входит с Ведроном в состав команды асов. |
| Брук Чалмерс С 1 по 2 сезон, Томас Кенни С 3 сезона          | Свен            | Овцевод на местной ферме. Прозвище «молчун» было дано ему за врождённую немоту. В последней серии 2 сезона обретает голос, но такой, что его никто не хочет слышать. Утверждает, что своей лысиной смог отогнать Кревета от фермы. Добровольцем записался в команду асов, и получил Ужасное Чудовище, на котором стал летать. У Свена три дяди — Шептун Вальдо, Тихоня Марвин и Сладкоголосый Сэм. |
| Лукас Грейбил                                                | Густав          | Юный викинг, во всём подражает Сморкале. В 32 эпизоде заводит своего дракона — Ужасное чудовище Клыкокрива. Беспечный и безответственный, но искренне хочет проявить себя и присоединиться к наездникам. С 13 серии 3 сезона возглавляет команду асов — защитников Олуха. |
| Дэвид Теннант                                                | Слюнявый        | Отец Сморкалы. Глава рода «Йоргенсон» — грубый вояка, сильный, наглый. При этом храбр, решителен. Считает, что сила решает все. Очень мстителен тем, кто по его мнению «оскорбил Йоргенсона». Постоянно враждует со Стоиком. Летает на змеевике и входит в команду асов. |
| Стивен Рут                                                   | Гнилец          | Старик, живший в отдалении от деревни. Ярый противник драконов. Крайне хитёр и умен. С самого начала является шпионом Элвина на Олухе, многократно помогая ему в попытках завоевать остров. В свободное время выращивает капусту, от которой многих тошнит. Любит свою овцу Поганку. |
| Марк Хэмилл                                                  | Элвин           | Прозвище «Вероломный». Вождь Изгоев. Изначально ищет защиты от драконьих налётов и пытается выкрасть на Олухе «Великого укротителя драконов», но узнав, что тот не просто их укротил, а сумел приручить, начинает мыслить шире и вскоре его планы перерастают в завоевание Олуха с помощью армии драконов. В 31 эпизоде Изгои переходят на сторону Дагура так как считали что он погиб в воде после выстрела Скрилла. В 39 эпизоде спасает Сморкалу от Вопля Смерти, в 40 эпизоде под руководством Иккинга спасает Стоика от Дагура и помогает избавить Олух от Вопля Смерти, после чего вожди примирились и их племена стали союзниками. После на протяжении двух сезонов не появлялся, пока его не выкрали Охотники. После того, как его спас Рыбьеног, Элвин пообещал Иккингу вытянуть всю полезную информацию от своих похитителей. Когда Стоик был тяжело ранен Драконьми Налетчиками, Элвин заботился о нём в отсутствие Иккинга. |
| Пол Ругг                                                     | Дикарь          | Помощник Элвина. В 31 эпизоде, как и все Изгои, переходит на сторону Дагура. Всегда старается угодить своему командиру, кем бы он ни был, часто комментирует очевидные вещи, что выводит Дагура из себя. В 3 серии 5 сезона пытается свергнуть Дагура с места вождя берсерков. |
| Дэвид Фаустино                                               | Дагур           | Прозвище «Остервенелый». В детстве его считали слабаком и постоянно оскорбляли. После исчезновения своего отца Освальда Разлюбезного, захватил власть и стал вождём Берсерков, чтобы доказать всем, что он — истинный сын своего племени. Психически неуравновешен и жаждет войны ради войны. Во время его визита на Олух с целью продления мирного договора, Иккингу пришлось спрятать всех драконов на острове, чтобы не дать повода для объявления войны. План резко меняется и приходится имитировать драконий налёт, во время которого Иккинг «героически спасает» визитёра от Беззубика. Во время очередной тренировки Иккинга, Дагур снова встречается с ним и, узнав, что Ночная Фурия жива, приходит в восторг и начинает охотиться конкретно на неё. Когда обман Иккинга раскрывается полностью и Дагур узнаёт о драконьих всадниках, он приходит в ярость и жаждет не только сделать шлем из черепа Беззубика, но и собственными руками убить Иккинга, объявляя войну Олуху. В конце второго сезона терпит тотальное поражение и попадает в тюрьму, откуда успешно сбегает через три года в результате предательства стражи, что становится началом третьего сезона, где сотрудничает с Охотниками. После того, как Вигго сказал ему, что он должен выполнять приказы, Дагур освобождает Хедер из тюрьмы Охотников и переходит на сторону Иккинга. Потом, когда ему подбирают дракона — громмеля Громмейстера, а после считают предателем, сбегает из клетки и нападает на базу Вигго и Райкера, тем самым имитируя собственную смерть. В 5-м сезоне возвращается в команду Иккинга. Любит Французский язык. |
| Брук Чалмерс                                                 | Капитан Ворг    | Адмирал, помощник Дагура. Немного глуповат и часто раздражает своего «шефа», однако Дагур не может избавиться от него, сбросив за борт в порыве ярости, так как Ворг хорошо плавает. По-видимому, в отсутствие Дагура командует всем флотом берсерков. Один из немногих, кто присоединился к вождю после своего пребывания в тюрьме на острове Изгоев вместе с «шефом», после чего работал на Охотников. |
| Майкл Голдстром                                              | Торговец Йоханн | Побывал во всех известных на те времена странах. Торгует со всеми племенами викингов, но недолюбливает Изгоев. Постоянно рассказывает всем желающим (и даже не желающим) истории о своих путешествиях. Утверждает, что Олух — его любимый остров для торговли, так как на нём его всегда ждёт радушный приём. Ненавидит Берсерков, однако покупает у них железный лом и продаёт его Плеваке. Дважды помогал героям проникнуть инкогнито сначала к Элвину, затем к Вигго. В 13 серии 5 сезона оказывается, что он — двойной агент. Йоханн всю жизнь искал Короля Драконов, не покидая архипелага, а все его истории были услышаны им от других торговцев, у которых он отбирал «свои» товары. Во время боя под островом берсерков Йоханн был заморожен ледяным дыханием Короля Драконов. |
| Мэй Уитман                                                   | Хедер           | Девушка, чьи приёмные родители были захвачены в плен Изгоями, в результате чего она была вынуждена на них шпионить. Позже её деревня была уничтожена Берсерками, после чего она начала грабить корабли верхом на Розе ветров — драконе вида «Шипорез», поставляя подобие гуманитарной помощи выжившим односельчанам. От родной семьи была оторвана в раннем детстве, получив на память лишь рог своего отца, которого не помнила. Для неё было шоком известие о том, что её родной отец — Освальд Разлюбезный, а значит Дагур — её брат (что узнаётся в. В течение нескольких эпизодов является членом команды драконьих наездников, после чего улетает вместе с Дагуром на поиски Освальда Разлюбезного. Во время поисков отца Хедер «зацикливается» на этой мысле по выражению Дагура, намекая на то, что Хедер сильно похожа на брата. |
| Альфред Молина                                               | Вигго           | Род «Гримборн». Предводитель Охотников на Драконов, создатель собственной охотничьей Империи. Умён и чрезвычайно хитёр. Является мастером по игре в «Булавы и когти» — выигрывал на турнире по этой игре фигурки в натуральную величину из чистого золота. По видимому, Вигго в определённый момент своей жизни уже встречался с Драго, о чём намекнул Иккингу. После своей «гибели» теряет левый глаз и деловую хватку, и отодвигается на второй план в иерархии Охотников на Драконов, что не мешает ему конфликтовать с новым вождём. Вигго представил свой флот и своих людей Крогану и Йоханну, после чего они попытались его убить. Тогда Вигго просит Иккинга помочь ему выкрасть драконий глаз, обещая навсегда исчезнуть. Когда ему это не удаётся, Вигго рассказывает Иккингу о том, что от гибели его спасло Ужасное Чудовище, и о том, что это изменило мнение Вигго о драконах. Он примиряется с Иккингом и жертвует собой, чтобы дать возможность новому другу сбежать. |
| Джей би Бланк                                                | Райкер          | Род «Гримборн». Старший брат Вигго и его правая рука. Вигго считает его недалёким воякой, что и говорил Иккингу в присутствии брата. В 26 серии 4 сезона Райкер не смог убедить Драконьих Наездников встать на свою сторону, за что поплатился своей жизнью. |
| Хаким Кае-Казим                                              | Кроган          | Новый босс Охотников на Драконов. Жесток, беспощаден и хитёр, но в этой области «полагается» на Вигго, которому не доверяет и пытается убить. Является приспешником Драго Блудвиста (что выясняется в 8 серии 5 сезона) — он нанят для поиска Короля Драконов. Когда Кроган проигрывает сражение за Короля Драконов, Драго приказывает его убить, и говорит, что займётся поисками Короля Драконов самостоятельно, что и становится началом второго фильма. |
| Аделаида Кейн                                                | Мала            | Королева Защитников Крыльев. При первой встречи с Драконьими Наездниками проявляет явное недоверие к ним, но позже признаёт последних своими союзниками в борьбе против Вигго и даёт Сморкале шанс стать её королём, который тот упускает. После, на совещании по новой стратегии, она знакомится с Дагуром и вступает с ним в полемику по поводу защиты линз Драконьего Глаза. Когда близнецы мирят Малу с Дагуром, между ними возникает чувство, и они в конце 5 сезона женятся. |
| Джеймс Тейлор                                                | Фрок            | Помощник Малы. Считает своей обязанностью умереть за королеву. До определённого момента хотел жениться на Забияке. |
| Роуз Макайвер                                                | Атали           | Вождь в племени Крылатых дев. Умна, обходительна. По философски относится ко всему, что не предполагается укладом жизни Крылатой девы. Поле знакомства с Драконьими Наездниками помогала им в противостоянии с Охотниками на Драконов. |
| Холли Кагис                                                  | Минден          | Крылатая дева, одна из помощниц Атали. Считает, что её способности не замечают, особенно когда Атали не взяла её с собой на совещание по новой стратегии, а оставила охранять остров. Чувство её обиды увеличил Сморкала, используя свой дар убеждения. Из-за этого Минден упустила из виду Охотников, высаживающихся на остров. После она решает вместе с Сморкалой найти линзу Драконьего Глаза, спрятанную на острове и не допустить, чтобы она попала в руки Вигго. Сморкала и Атали говорят ей, что Минден — настоящий герой своего племени. |
| Нолан Норт                                                   | Железный Мейсон | Торговец с Северных рынков. Торгует оружием, а также чинит его. Оптом продаёт Охотникам своё оружие, чтобы те не лишили его жизни, и что ещё хуже по его словам — лавки. |
| Брук Чалмерс                                                 | другие голоса   | Викинги племени Хулиганов, Изгоев, Берсерков и Охотники на драконов. |

## Драконы
| Виды драконов встречающееся в сериале                                |                                              | | |                                                                                 |                                                                                        |
| Название                                                             | Класс                                        | Особенности | Слабости | Способ приручения                                                               | Всадники и кличка их драконов                                                          |
| Ужасное чудовище / Hookfang                                          | Кочегары / Stoker                            | Сильный и быстрый дракон, воспламеняется и имеет броню. Покрыт чешуёй самых различных оттенков. Плюётся легковоспламеняющейся жидкостью. Также в небольших количествах может выделять её через кожу. Отсюда и способность к воспламенению. | Слепая зона. | «Приложить» его мордой к земле, доверие с двух сторон.                          | Сморкала — Кривоклык, Густав — Клыкокрив, Иккинг, Астрид,Свен                          |
| Тайфумеранг / Typhoomerang                                           | Кочегары / Stoker                            | Обладает острыми, как бритва, когтями. Единственный известный дракон, не боящийся угрей. Способен поджигать большую область вокруг себя. Очень быстро вырастает: в своём маленьком возрасте он не больше Жуткой Жути, но всего за пару недель он может вырасти до размеров большого дома. Яркий пример тому — Светоч.                                                                                     | Большой размер. | Поиграться с ним.                                                               | Задирака и Иккинг — Светоч                                                             |
| Жуткая Жуть / Terrible Terror                                        | Кочегары / Stoker                            | Из-за своих маленьких размеров летают стайками. Наименее агрессивный вид драконов, но иногда может напасть. Довольно сообразительны. Используются в качестве авиапочты с 28 эпизода. | Слепая зона. Маленький размер | Поиграться с ним(солнечный зайчик), покормить                                   | Иккинг (Огневичок), Астрид, Сморкала, Рыбьеног, Забияка и Задирака(Лобо и Тряс), Готти |
| Ночная Жуть / Night Terror                                           | Кочегары / Stoker                            | Считаются внушительно грозными, когда объединяются. Они невероятно быстрые. Каждая стая Ночных Жутей имеет своего альфа-самца, подобно Хвостоколам. Он обладает удивительной способностью скоординировать стаю так, что вместе они принимают форму большого дракона, отпугивая таким образом крупных хищников. По размерам сопоставимы с Жуткими Жутями.                                                  | Малый размер, потеря координации при нейтрализации вожака. | Завести дружбу с их вожаком (доверие с двух сторон).                            | Задирака и Забяика - Смидварг, Рыбьеног — Мракфарг.                                    |
| Огнеед / Fireworm                                                    | Кочегары / Stoker                            | Очень маленькие драконы, размером с ящерицу, способные разогревать своё тело до крайне высоких температур. Чем ближе дракон к другим огнеедам, тем сильнее и ярче он пылает. Образом жизни напоминают пчёл — у них есть улей, в котором множество сот с огненным гелем. И, как у любых пчёл, у них есть крупная особь-королева.                                                                           | Маленький размер (кроме королевы). | Неизвестен.                                                                     | -                                                                                      |
| Кипятильник / Scauldron                                              | Водные / Tidal                               | Живёт в воде, плюётся кипятком, заглатывая и нагревая воду у себя в желудке. Так же у него очень опасный яд, который является антидотом при отравлении Голубым Олеандром. | Большой размер. Невозможность долгого нахождения вне воды. | Ему нравится все что напоминает о доме (вода, запах рыбы, и пр.).               | Забияка — Дракоша                                                                      |
| Громобой / Thunderdrum                                               | Водные / Tidal                               | Похож на кита. Может очень широко открывать пасть, и издавать мощный акустический удар. | Глухость. | Доверие с двух сторон.                                                          | Стоик — Торнадо, Иккинг                                                                |
| Громель / Meatlug                                                    | Камнееды / Bovlder                           | Большая голова, короткое туловище и внушительная «булава» на хвосте. Имеет самые маленькие (относительно тела) среди всех драконов крылья, и очень быстро машет ими, наподобие колибри или шмеля. Медленный, но манёвренный. Изрыгает шары раскалённой лавы. Питается камнями. | Слепая зона. | Покормить драконьей мятой.                                                      | Рыбьеног — Сарделька, Готти, Дагур — Громмейстер                                       |
| Шёпот Смерти / Whispering death                                      | Камнееды / Bovlder                           | Живёт под землёй, прокапывая тоннели своими вращающимися зубами. Может выдыхать огонь характерными кольцами. Имеет шипы по всему телу, которые может метать. По всей видимости, они плохо видят из-за своего подземного образа жизни, оттого они и боятся света. | Яркий свет. | Почистить ему клыки, доверие с двух сторон.                                     | -                                                                                      |
| Вопль Смерти / Screaming Death                                       | Камнееды / Bovlder                           | Огромный Шёпот Смерти-альбинос, с красным хвостом и глазами. Зубы внутри челюсти выстроены в три ряда и не крутятся. Вылупляется раз в 100 лет. | Большой размер. Его приманивает свет (С возрастом из-за увеличения интеллекта эта слабость может «пропасть»).                                                 | Как и шёпот смерти, доверие с двух сторон.                                      | -                                                                                      |
| Катастрофический Землетряс (Пещерный скалотряс)/ Catastrophic Quaken | Камнееды / Bovlder                           | Является близким родственником Громмеля. Из-за окраса напоминает большой булыжник. Способен «свернуться» в валун и кататься. Также в свёрнутом состоянии может намеренно упасть на землю с высоты, создавая мощную ударную волну, которая может даже сбить всадника с дракона. | Неизвестно. | Доверие с двух сторон.                                                          | -                                                                                      |
| Кошмарный Пристеголов / Zippelebask                                  | Страшилы (Грозящие) / Fear                   | Необычный дракон с двумя головами: одна выдыхает газ, а другая поджигает его искрами. Каждая голова, хоть и находится в одном теле, но ведёт отдельный образ жизни: пока одна спит, вторая может бодрствовать. Обожают засады. | Головы могут действовать не сообща. Если намочить голову издающую искры — то она не сможет поджечь газ. Слепая зона.                                          | Покормить обе головы рыбой, и поиграть с ними.                                  | Забияка и Задирака — Барс и Вепрь Шлак и Ведрон                                        |
| Крылатый Ужас / Flightmare                                           | Страшилы (Грозящие) / Fear                   | Светящийся дракон, который каждые десять лет прилетает за потоком водорослей, которыми он питается. Эти водоросли начинают светиться при Арвендейловом огне — неким подобием северного сияния. Основная его атака -парализующее дыхание и психологическое воздействие (Яркое свечение в сочетании с парализующим дыханием. Ведь если не знать о нём, со стороны кажется, что человек окаменел от страха.) | Неоновое свечение, из-за которого его очень сложно не заметить.                                                                                               | Неизвестен.                                                                     | -                                                                                      |
| Злобный Змеевик / Deadly Nadder                                      | Когтевики / Sharp, также Следопыты / Tracker | Хвостом может метать острые и (возможно) ядовитые шипы, а огнём плавить сталь. Магниевое пламя змеевика считается самым горячим в мире. Имеет очень хороший нюх, в связи с чем его пере классифицировали в Следопыты. В некоторых случаях Пламя змеевика меняет свой цвет на холодно-белый цвет и становится более мощным (10-й эпизод 5-го сезона).                                                      | Слепая зона. После выстрела шипами, уязвим живот. | Аккуратно приблизиться, медленно, без агрессии зайти за хвост и загладить шипы. | Астрид, Хедер — Громгильда, Иккинг, Гнилец, Слюнявый                                   |
| Хвостокол / Speed Stinger                                            | Когтевики / Sharp                            | Маленькие драконы, держатся стаями, не умеют летать, но впоследствии эволюционировали и приобрели перепонки на лапах, позволяющие буквально бегать по воде. Жалят жертву, тем самым парализуя её. Ведут ночной образ жизни. Следуют исключительно за вожаком. | Днём крепко спят в пещерах. Если поймать вожака и унести его куда-либо, стая последует за ним.                                                                | Спасти, «принять в своё племя»                                                  | Рыбьеног                                                                               |
| Шипорез / Windshear                                                  | Когтевики / Sharp                            | Большой и сильный дракон с невероятно острыми шипами и крыльями, имеет светоотражающую чешую, которая делает его непохожим на все виды, которые когда-либо видели всадники. Слёзы ядовиты. Питается слизнями. | Неизвестно. | Доверие с двух сторон.                                                          | Хедер — Роза Ветров, Забияка — Крылояка, Иккинг                                        |
| Ночная Фурия / Night Fury                                            | Разящие / Strike                             | «Злобное порождение молнии и самой смерти». Самый быстрый дракон из ранее виданных. Обладает наивысшим интеллектом. Известна лишь одна особь. Обладает повадками летучей мыши: любит спать, зацепившись хвостом за ветку или выступ, а также может сканировать тёмные места неким подобием сонара. | Неизвестно. | Привлечь внимание. Завоевать доверие.                                           | Иккинг — Беззубик                                                                      |
| Кревет / Skrill                                                      | Разящие / Strike                             | Является только в грозу, «собирает» молнии и может перенаправлять их даже в несколько целей одновременно, что делает его особенно опасным в бою. Способен аккумулировать их, делая запасы на будущее. Всё тело электрифицировано. Является символом племени Берсерков. Благодаря системе теплообеспечения может веками жить в замороженном состоянии. Злейший враг Пеклохвостов.                          | Не может направлять молнии, когда находится в воде. | Завоевать доверие                                                               | Дагур, Вигго                                                                           |
| Снежный Призрак / Snow Wraith                                        | Разящие / Strike                             | Большой белоснежный дракон с голубыми глазами, обитающий на Ледниковом Острове. Использует снежные бури как прикрытие и полагается на тепловое зрение, чтобы определить местоположение своей жертвы. | Можно обмануть его тепловое зрение. (например засыпаться снегом)                                                                                              | Неизвестен.                                                                     | -                                                                                      |
| Разнокрыл / Changewing                                               | Загадочные / Mystery                         | Может менять окрас и структуру своей чешуи под тот предмет, который он изображает, также умеет плеваться кислотой и имеет способность гипноза. Из-за способности сливаться с окружающей средой кожа Разнокрылов является весьма уязвимой. Яйца у этих драконов выглядят как светящиеся самоцветы. | Не может слиться с воздухом. Из-за меняющегося окраса кожа слабее чем у других драконов. Кислотный плевок действует на крайне небольшое расстояние.           | Неизвестен.                                                                     | Забияка — Траглояка                                                                    |
| Дымодышащий Душитель (Чадащее исчадье ада) / Smothering smokebreath  | Загадочные / Mystery                         | Маленький дракон, использующий дымовую завесу для прикрытия. Строят гнёзда из металла чтобы защитится от других драконов. Держатся стаями. | Жадность до металла позволяет без труда заманить в ловушку или использовать в своих целях.                                                                    | Поиграть с ним металлической игрушкой, а потом отдать игрушку дракончику.       | -                                                                                      |
| Песня Смерти / Death Song                                            | Загадочные / Mystery                         | Крупный дракон с тонкой шеей, длинными рогами и невероятно красивой окраской. Заманивает драконов пением, обездвиживает их веществом, похожим на застывшую смолу и «складирует» их, после чего поедает. Ведёт сугубо одиночный образ жизни. Напоминает бабочку. | Большой размер, от смолы можно освободиться, расплавив её. Для битвы с ним отлично подходят Громобои. Они достаточно глухи, чтобы не попадаться на его песню. | Неизвестен.                                                                     | Астрид — Гарфф                                                                         |
| Громорог / Ramblehorn                                                | Следопыты / Tracker                          | Большой, довольно умный и очень сильный дракон с невероятно острым нюхом. Был причислен всадниками к абсолютно новому классу драконов. Напоминает трицератопса. | Неизвестно. | Доверие с двух сторон.                                                          | Стоик — Крушиголов                                                                     |
| Бронекрыл / Armorwing                                                | Загадочные / Mystery                         | Дракон, внешне похожий на Ужасное Чудовище. Носит на себе броню из железа, защищаясь от других драконов. Приваривает броню к себе при помощи факельного пламени. | Отсутствие чешуи, некоторая неповоротливость. | Заслужить доверие.                                                              | Иккинг                                                                                 |
| Гроза Морей / Seashocker                                             | Водные / Tidal                               | Двухголовый глубоководный дракон. Постоянно враждует с Кипятильниками, спасаясь от них электрическими разрядами. Напоминает электрического ската. | Неизвестно. | Доверие с двух сторон.                                                          | Рыбьеног                                                                               |
| Пещерный разрушитель / Cavern crasher                                | Загадочные / Mystery                         | Питается драконьими яйцами, вследствие чего разрушает гнёзда. Ловок и быстр, умеет расплющиваться и пролазить в узкие щели. Выделяет огнеопасную слизь. | Малый запас слизи. | Неизвестен.                                                                     | Рыбьеног                                                                               |
| Хвостояр (Огнехвост)/ Singetail                                      | Кочегары / Stoker                            | Чрезвычайно сильный дракон. Выпускает огненные шары из всех частей тела, издаёт звук, похожий на скрежет. При помощи огня привлекает других членов стаи. | Боятся тумана и облаков. | Неизвестно.                                                                     | Кроган                                                                                 |
| Буйволорд / Buffalord                                                | Загадочные / Mystery                         | Очень скрытный и считающийся вымершим дракон. Постоянно жуёт траву, растущую только на одном острове, поэтому он не улетает оттуда. При попытке вывести его с острова раздувается до гигантских размеров, способен сломать клетку из противодраконьей стали. Метается, как и Змеевик, шипами из своего тела.                                                                                              | Неповоротливость, зависимость от определённого вида растительности.                                                                                           | Неизвестно.                                                                     | -                                                                                      |
| Тройной Удар / Triple stryke                                         | Разящие / Strike                             | Необычный ловкий и сильный дракон. Основное оружие — хвост, разделённый на три отдельных хвоста с жалом. В спокойном состоянии собирает три хвоста в один. Имеет вместо передних лап две клешни. | Путается в звуках. | Доверие с двух сторон.                                                          | Дагур                                                                                  |
| Лаварыг / Grump                                                      | Камнееды / Bovlder                           | Очень похож на громмеля (возможно, его подвид). Имеет хвост, похожий на булаву. Любит железо — съедает любые железные детали, поэтому не ценится среди Охотников на Драконов. | Лень. | Доверие с двух сторон, покормить.                                               | Плевака — Ворчун                                                                       |
| Огнеборец / Eruptodon                                                | Камнееды / Bovlder                           | Очень редкий дракон, поедающий кипящую лаву, останавливая тем самым её движение из кратера. Во время голода может разрыть землю в поисках лавы. Откладывает единственное яйцо за жизнь и переносит его внутрь вулкана, чтобы дракончик вылупился в живительной лаве. | Большой размер, постоянная потребность в лаве. | Доверие с двух сторон. Возможно, покормить.                                     | -                                                                                      |
| Подводный Потрошитель / Submaripper                                  | Водные / Tidal                               | Глубоководный дракон — исполин. Держится в одиночестве. Издаёт характерный запах гнили, и поедает все: от драконов до мореплавателей. Его можно привлечь, бросив в воду клинок. Злейший враг другого исполина — Канонады. | Неизвестно. | Доверие с двух сторон.                                                          | -                                                                                      |
| Грозная тень                                                         | Страшилы (Грозящие) / Fear                   | Дракончики, размером с Хвостокола. Очень хитрые — во время охоты один дракон притворяется раненным, а другие сидят в засаде и ждут, когда к первому подойдёт кто-нибудь. Собираются вокруг более большего светло-зелёного гиганта. Могут съесть человека. | У большей Грозной тени неповоротливость. | Неизвестно.                                                                     | -                                                                                      |
| Канонада / Shellfire                                                 | Водные / Tidal                               | Дракон, с виду похожий на ракообразных. Размером больше Подводного Потрошителя, и его главный враг. Невероятно быстр, имеет острые выступающие зубы. Стреляет плазменными зарядами размером с пушечное ядро на расстояние более 1 мили. | Неизвестно. | Неизвестно.                                                                     | -                                                                                      |
| Песочник / Sandbuster                                                | Загадочные / Mystery                         | Этот дракон похож на Грозную тень. Находится в пещерах под побережьем (в песке) и утаскивает туда торговцев вместе с их имуществом, поэтому у него со временем собирается сокровищница, которую он затем охраняет. | Лучи света. | Неизвестно.                                                                     | -                                                                                      |
| Страж / Sentinel                                                     | Камнееды / Bovlder                           | Охраняют от чужаков и не допускают покидания «жителями» Ванахейма. Единственные драконы, постоянно живущие на острове и ухаживающие за ним. | Слепы, не знают, как защитится от драконов, никогда не посещавших остров.                                                                                     | Заслужить доверие.                                                              | -                                                                                      |
| Скользкокрыл / Slitherwing                                           | Загадочные / Mystery                         | Гигантские драконы-змеи. Чешуя и клыки ядовиты. Как и у змей, чем ярче Скользкокрыл, тем он ядовитей и тем медленней атака. Очень быстро скользят, охотятся в стаях, успокаивая добычу и утаскивая её в гнездо. | Боятся огня. | Неизвестно.                                                                     | -                                                                                      |
| Мрачнозуб / Grim gnasher                                             | Когтевики / Sharp                            | Драконы — охотники: окружая, поедают старых драконов в Ванахейме. Точно стреляют своими зубами. Держатся в стае и следуют за своим вожаком. Стражи регулярно выгоняют их с острова. Впервые описаны Освальдом Разлюбезным. | Неизвестно. | Неизвестно.                                                                     | -                                                                                      |
| Драмилион / Dramillion                                               | Загадочные / Mystery                         | Веками эти драконы истреблялись из-за их особенности — они могут имитировать все формы драконьего выстрела. Поэтому Охотники на Драконов, используя излишнюю доверчивость представителей этого вида, применяли их на своих тренировках. Исполин имеет особый тип пламени — радужный. | Неизвестно. | Неизвестно.                                                                     | -                                                                                      |
| Смутьян / Bewilderbeast                                              | Водные / Tidal                               | Этот вид драконов часто давал Королей Драконов, имеет перепонки на спине для плаванья, напоминают крылья. Способен дышать льдом и имеет два усика гипно-резонатора для подчинения драконов, а также два огромных бивня. Скелет такого дракона является основой частью острова Ванахейм. | Неизвестно. | Неизвестно.                                                                     | Валка, Драго Блудвист                                                                  |

- — Упоминались и были показаны в одном из фильмов и в сериале.
- — Упоминались в фильме, но были показаны только в короткометражке и сериале.
- — Не упоминались в фильме и короткометражке, были показаны только в сериале, но о них было известно ранее.
- — Не упоминались в фильме и короткометражке, были показаны только в сериале, о них было известно ранее, но главные герои видели их в первый раз.
- — Не упоминались в фильме и короткометражке, были показаны только в сериале, до этого их никто не видел.

## Производство
12 октября 2010 года было объявлено, что телеканал Cartoon Network приобрёл права на всемирное вещание еженедельной анимационной серии, основанной на фильме. Исполнительный продюсер Тиму Джонсону заявил, что, выдержанный в духе оригинального фильма, сериал будет намного глубже и болле мрачным, чем предыдущие сериалы студии, такие как «Пингвины Мадагаскара», «Кунг-фу панда: Удивительные легенды», и «Монстры против пришельцев», выходившие на канале на Nickelodeon.
Создатели сериала Арт Браун и Дуглас Слоун признались, что одним из источников сюжетных идей им послужил телесериал «Игра престолов».
Хотя первоначально было объявлено о том, что сериал будет называться Dragons: The Series, в июне 2012 года на выставке San Diego Comic-Con International он был представлен под новым названием — «Драконы: Всадники Олуха».
Второй сезон был озаглавлен «Драконы: Защитники Олуха».
В конце мая 2014 года студия DreamWorks Animation объявила, что весной 2015 года сериал переместится с канала Cartoon Network на Netflix.

## Критика
«Драконы и всадники Олуха» получил в основном положительные отзывы. Брайан Лоури из Variety высоко оценил визуальный ряд, который «с лёгкостью выручал там, где недоставало повествования», хотя и отметил в начальных эпизодах «отсутствие реальных злодеев» и «не особенно впечатляющий набор персонажей».
Мэри Макнамара из Los Angeles Times сказала, что сериал сохраняет дух и качество первоисточника и обещает быть динамичным и интересным. Она также похвалила визуальную составляющую сериала: «Он выглядит чертовски зрелищно даже по сегодняшним меркам. Всё настолько чётко прорисовано и подвижно, что человеку определённого возраста было бы простительно задаться вопросом, как мы вообще выжили с такими вещами, как „Скуби-Ду“ и „Опасности для Пенелопы Питстоп“».
Согласно данным компании Nielsen Media Research, после выхода на экран эпизоды первого сезона занимали в среднем первые места по оценкам мальчиков от 2 до 14 лет.

## Награды и номинации
| Год  | Ассоциации               | Категория                                                                              | Номинация                                                            | Результат |
| ---- | ------------------------ | -------------------------------------------------------------------------------------- | -------------------------------------------------------------------- | --------- |
| 2012 | Энни                     | Лучший анимационная Телевизионная Программа для детей                                  | «Как подобрать себе дракона»                                         | Победа    |
| 2012 | Энни                     | Анимация персонажей в производстве анимированных Телевидение / трансляции              | Ши Зиму                                                              | Номинация |
| 2012 | Энни                     | Анимация персонажей в производстве анимированных Телевидение / трансляции              | Тери Ям                                                              | Номинация |
| 2012 | Энни                     | Анимация персонажей в производстве анимированных Телевидение / трансляции              | Ян Джиазхюанг                                                        | Номинация |
| 2012 | Энни                     | Дизайн персонажей в производстве анимированных Телевидение / трансляции                | lang=en                                                              | Номинация |
| 2012 | Энни                     | Режиссура в производстве анимированных Телевидение / трансляции                        | Джон Энг («Обитель домашних животных»)                               | Победа    |
| 2012 | Энни                     | Музыка в производстве Анимированные Телевидение / трансляции                           | Джон Песано («Обитель домашних животных»)                            | Победа    |
| 2012 | Энни                     | Раскадровка во производства анимированных Телевидение / трансляции                     | Дуг Лавлейс («Портрет Иккинга-здоровяка»)                            | Победа    |
| 2012 | Энни                     | Запись в производстве анимированных Телевидение / трансляции                           | Майкл Тевербо, Майкл Тевербо («Обитель домашних животных»)           | Номинация |
| 2012 | Энни                     | Редакция в анимированных телевизионного производства                                   | Линн Хобсон («Обитель домашних животных»)                            | Номинация |
| 2013 | Прайм-тайм премия «Эмми» | Выдающийся индивидуальных достижений в анимации — Дизайн персонажей                    | Энди Биалк                                                           | Победа    |
| 2013 | Энни                     | Анимационные эффекты в анимированный производства                                      | Дэвид Джонс                                                          | Номинация |
| 2013 | Энни                     | Режиссура в производстве Анимационные Телевидение / трансляции                         | Элейн Боган                                                          | Номинация |
| 2013 | Энни                     | Раскадровка в производстве Анимационные Телевидение / трансляции                       | Дуглас Лавлейс                                                       | Номинация |
| 2013 | Энни                     | Редакция в производстве Анимационные Телевидение / трансляции                          | Линн Хобсон                                                          | Номинация |
| 2015 | Энни                     | Выдающиеся достижения, Редакция в анимационном телевидении / вещании                   | Эрнесто Матаморос                                                    | Номинация |
| 2016 | Энни                     | Отличное достижение для анимации персонажей в телевизионном / вещательном производстве | Чи-Хо Чан                                                            | Победа    |
| 2016 | Энни                     | Выдающаяся детская анимационная программа                                              | Арт Браун, Дуглас Слоун, Чад Хаммес и Лоуренс Йонас                  | Номинация |
| 2016 | Энни                     | Лучший сценарий в анимационной программе                                               | Арт Браун, Дуглас Слоун                                              | Номинация |
| 2016 | Энни                     | Лучшее редактирование звука — анимация                                                 | Отис Ван Остен, Джошуа Аарон Джонсон, Роджер Паллан и Джейсон Оливер | Победа    |
| 2016 | Сатурн (премия)          | Премия «Сатурн» за лучший телесериал, сделанный для эфирного телевидения               | DreamWorks Dragons                                                   | Номинация |

## Видеоигры
27 августа 2012 года на сайте CartoonNetwork.com была запущена 3D-игра под названием Dragons: Wild Skies, основанная на движке 3D Unity.
Игроки пройдут учебное пособие с Иккингом, прежде чем смогут свободно бродить по нескольким островам в Варварском Архипелаге, где вокруг них будут драконы. В игре игроки не умирают или иначе терпят неудачу. Игроки испытывают трудности с получением золота для покупки инструментов для получения пищи для обучения драконов. OverWorld состоит из шести островов, каждый из которых имеет уникального дракона для приручения. Количество драконов и миров для изучения будет расширяться с течением времени, так как серия вводит все больше и больше мест и драконов.

## Домашние медиа
DVD коллекция первых четырёх эпизодов под названием Dragons: Riders of Berk была выпущена 20 ноября 2012 года.
Первый сезон сериала был выпущен на DVD в двух частях 23 июля 2013 года. «Драконы: Всадники Олуха: Часть 1» содержит эпизоды от 1 до 11, «Драконы: Всадники Олуха: Часть 2» — эпизоды с 12 до 20.
В декабре 2013 года Walmart выпустил эксклюзивный пакет, содержащий полный 1-й сезон в специальном издании. DVD-коллекция первых 10 эпизодов второго сезона под названием « Драконы: Защитники Олуха: часть 1» была выпущена 25 марта 2014 года.
Вторая часть под названием «Драконы: Защитники Олуха: Часть 2» была выпущена 27 мая 2014 года.